# Just Dance 2019
Pour les articles homonymes, voir Just Dance.
Just Dance 2019 est un jeu vidéo de rythme développé par Ubisoft Paris et édité par Ubisoft, sorti en octobre 2018 sur les consoles Wii, Wii U, PlayStation 4, Xbox 360, Xbox One et Nintendo Switch. Il s'agit du dixième volet principal de la série Just Dance et du dernier jeu sur Xbox 360 et Wii U.

## Description du jeu
Comme dans les précédentes opus, les joueurs doivent imiter le coach de l'écran pour une chanson choisie, marquant des points en fonction de leur exactitude. L'objectif de Just Dance est de danser, en suivant les mouvements des danseurs (on peut aussi s'aider des pictogrammes permettant de prévisualiser les mouvements).
La détection des mouvements se fait :
- grâce à la Wiimote sur Wii,
- grâce à la Kinect sur Xbox,
- grâce à la PlayStation Camera sur PS4,
- grâce à la PlayStation Move sur PS3, PS4,
- grâce au paire de Joy-Con détachés de la console sur Nintendo Switch,
- grâce à son smartphone sur PC, PS4, PS5, Xbox 360, Xbox One, Xbox Series et Wii U.

### But du jeu
Le but du jeu est de gagner le plus d'étoiles.
Le jeu est composé de plusieurs catégories de points :
- X (Croix rouge) : Vous avez raté un mouvement.
- OK : Vous n'avez pas fait comme il faut le mouvement.
- GOOD : Votre rythme de danse est bien rythmé.
- SUPER : Vous êtes à la pointe de la perfection.
- PERFECT : Votre rythme de danse est parfait continuez comme ça.
- YEAH : Vous avez réussi parfaitement le mouvement gold vous gagnez beaucoup de points.

### Types de danses
Dès la sortie du jeu un nouveau type de danse est mis en place : le mode duo où deux joueurs peuvent participer, chacun ayant une chorégraphie légèrement différente, s'ensuit les danses crew où quatre joueurs peuvent participer puis les danses on stage où trois joueurs peuvent danser avec le joueur du milieu ayant une chorégraphie changeante.
Mais il existe d'autres types de danse disponibles comme:
- Version alternative : une autre type de chorégraphie sur la même musique.
- Version extreme : des danses avec un niveau élevé.
- Version sweat : des danses fitness aérobique.
- Mashup : un mélange de danse de tous les opus pour une chorégraphie amusante.

### Just Sweat
C'est un programme de fitness personnalisé. Celui-ci permet au joueur de créer sa propre playlist qu'il pourra ensuite modifier en fonction de la difficulté de la chorégraphie, de la durée du programme et du nombre de calories qu'ils souhaitent brûler.

## Système de jeu
Just dance 2019 est un jeu classé dans la catégorie dite de "danse". Le principe du jeu est d'imiter les mouvements du personnage à l'écran (un coach) comme si c'était le reflet d'un miroir. Selon la chanson, les mouvements sont plus ou moins complexes et demandent plus ou moins d'effort. Des icônes indiquant les suites de pas et de mouvements défilent en bas de l'écran. S'ils sont effectués correctement et en rythme, le joueur obtient des points de score. Certains mouvements valent sensiblement plus de points, on les reconnait aux effets lumineux autour du coach, ce sont les Gold Moves. Si la chanson choisie est une chorégraphie en duo ou en groupe, il arrive que les joueurs fassent des mouvements différents, et soient amenés à se croiser.

## Liste des titres

### Mode Classique
Le service Just Dance Unlimited, disponible sur les consoles des 7e et 8e génération, permet aux joueurs d'accéder à plus de 500 chansons issues des opus précédents, ainsi que des contenus exclusifs.
La liste ci-dessous sont les chorégraphies qui apparaissent dans Just Dance 2019, qui comprennent:
| Chansons                                        | Artiste(s)                                                 | Année | Mode    | Danseur(s) |
| ----------------------------------------------- | ---------------------------------------------------------- | ----- | ------- | ---------- |
| A Little Party Never Killed Nobody (All We Got) | Fergie feat. Q-Tip, GoonRock                               | 2013  | Solo    | ♂          |
| Adeyyo                                          | Ece Seçkin                                                 | 2016  | Solo    | ♀          |
| Bang Bang Bang                                  | 빅뱅                                                       | 2015  | Trio    | ♂/♂/♂      |
| Bum Bum Tam Tam                                 | MC Fioti feat. Future, J Balvin, Stefflon Don & Juan Magán | 2017  | Duo     | ♀/♂        |
| Ça plane pour moi                               | Plastic Bertrand (Bob Platine)                             | 1978  | Solo    | ♂          |
| Calypso                                         | Luis Fonsi, Stefflon Don                                   | 2018  | Solo    | ♀          |
| DDU-DU DDU-DU                                   | Blackpink                                                  | 2018  | Quatuor | ♀/♀/♀/♀    |
| Familiar                                        | J Balvin feat. Liam Payne                                  | 2018  | Solo    | ♂          |
| Finesse (Remix)                                 | Bruno Mars feat. Cardi B                                   | 2018  | Quatuor | ♂/♂/♀/♀    |
| Fire                                            | LLP ft. Mike Diamondz                                      | 2015  | Duo     | ♂/♂        |
| Fire on the Dancefloor                          | Michelle Delamor                                           | 2018  | Solo    | ♀          |
| Havana                                          | Camila Cabello                                             | 2017  | Solo    | ♀          |
| I Feel It Coming                                | The Weeknd feat. Daft Punk                                 | 2017  | Solo    | ♂          |
| I'm Still Standing                              | Elton John (Top Culture)                                   | 1983  | Solo    | ♂          |
| Mad Love                                        | Sean Paul & David Guetta feat. Becky G                     | 2018  | Duo     | ♀/♂        |
| Make Me Feel                                    | Janelle Monáe                                              | 2018  | Solo    | ♀          |
| Mama Mia                                        | Mayra Verónica                                             | 2013  | Duo     | ♀/♀        |
| Mi Mi Mi                                        | Serebro (Hit The Electro Beat)                             | 2013  | Duo     | ♂/♀        |
| Milosc W Zakopanem                              | Slawomir                                                   | 2017  | Solo    | ♂          |
| Narco                                           | Blasterjaxx & Timmy Trumpet                                | 2017  | Solo    | ♂          |
| New Reality                                     | Gigi Rowe                                                  | 2018  | Solo    | ♀          |
| New Rules                                       | Dua Lipa                                                   | 2017  | Solo    | ♀          |
| New World                                       | Krewella & Yellow Claw feat. VAVA                          | 2017  | Solo    | ♀          |
| Nice for What                                   | Drake                                                      | 2018  | Solo    | ♂          |
| Nichego na svete luchshe netu                   | Oleg Anofriev                                              | 1969  | Quatuor | ♂/♂/♂/♂    |
| No Tears Left To Cry                            | Ariana Grande                                              | 2018  | Solo    | ♀          |
| Not Your Ordinary                               | Stella Mwangi                                              | 2017  | Quatuor | ♀/♀/♀/♀    |
| Obsesión                                        | Aventura                                                   | 2002  | Duo     | ♂/♀        |
| OMG                                             | Arash feat. Snoop Dogg                                     | 2016  | Trio    | ♂/♂/♂      |
| On ne porte pas de sous-vêtements               | McFly & Carlito                                            | 2018  | Duo     | ♂/♂        |
| One Kiss                                        | Calvin Harris feat. Dua Lipa                               | 2018  | Solo    | ♀          |
| Pac-Man                                         | Toshio Kai (Dancing Bros.)                                 | 1980  | Quatuor | ♂/♂/♀/♂    |
| Rave In The Grave                               | AronChupa feat. Little Sis Nora                            | 2018  | Quatuor | ♂/♂/♀/♂    |
| Rhythm of the Night                             | Corona (Ultraclub 90)                                      | 1993  | Solo    | ♀          |
| Sangria Wine                                    | Pharrell Williams feat. Camila Cabello                     | 2018  | Solo    | ♀          |
| Shaky Shaky                                     | Daddy Yankee                                               | 2016  | Solo    | ♂          |
| Sugar                                           | Maroon 5                                                   | 2014  | Duo     | ♀/♂        |
| Sweet Little Unforgettable Thing (S.L.U.T)      | Bea Miller                                                 | 2018  | Solo    | ♀          |
| Sweet Sensation                                 | Flo Rida                                                   | 2018  | Quatuor | ♂/♀/♂/♂    |
| Toy                                             | Netta                                                      | 2018  | Solo    | ♀          |
| Un Poco Loco                                    | Chanson du film Coco                                       | 2017  | Solo    | ♂          |
| Water Me                                        | Lizzo                                                      | 2017  | Solo    | ♂          |
| Where Are You Now?                              | Lady Leshurr feat. Wiley                                   | 2016  | Trio    | ♀/♀/♀      |
| Work Work                                       | Britney Spears                                             | 2013  | Trio    | ♀/♀/♀      |

### Mode Alternative
La liste ci-dessous sont les chorégraphies alternatives qui apparaissent dans Just Dance 2019, qui comprennent:
| Chanson                                         | Artiste(s)                                                 | Année | Thème         | Mode   | Danseur(s) |
| ----------------------------------------------- | ---------------------------------------------------------- | ----- | ------------- | ------ | ---------- |
| A Little Party Never Killed Nobody (All We Got) | Fergie feat. Q-Tip, GoonRock                               | 2013  | Années Folles | Trio   | ♂/♀/♂      |
| Bang Bang Bang                                  | 빅뱅                                                       | 2015  | Extrême       | Solo   | ♂          |
| Bum Bum Tam Tam                                 | MC Fioti feat. Future, J Balvin, Stefflon Don & Juan Magán | 2017  | Savant fou    | Duo    | ♂/♂        |
| Finesse (Remix)                                 | Bruno Mars Ft. Cardi B                                     | 2018  | Extrême       | Solo   | ♀️         |
| Havana                                          | Camila Cabello                                             | 2017  | Tango         | Duo    | ♀/♂        |
| Mad Love                                        | Sean Paul, David Guetta Ft. Becky G                        | 2018  | Extrême       | Solo   | ♀️         |
| Mi Mi Mi                                        | Hit The Electro Beat (originaire de Serebro)               | 2013  | Effrontée     | Quatro | ♀/♀/♀/♀    |
| New Rules                                       | Dua Lipa                                                   | 2017  | Extrême       | Solo   | ♂          |
| OMG                                             | Arash Ft. Snoop Dog                                        | 2016  | Extrême       | Solo   | ♀️         |
| Water Me                                        | Lizzo                                                      | 2017  | Tennis        | Duo    | ♂/♂        |
| Where Are You Now?                              | Lady Leshurr ft. Wiley                                     | 2016  | Cache-Cache   | Duo    | ♂/♂        |
| Work Work                                       | Britney Spears                                             | 2013  | Extrême       | Solo   | ♂          |

- Chanson reprise
- Exclusif à l'édition russe du jeu mais également disponible sur Just Dance Unlimited

## Développement
Au cours de l'E3 2018, Just Dance 2019 a été présenté avec une ambiance dynamique ainsi que de nouvelles chansons.
De nouvelles chansons furent annoncées à la Gamescom de l'édition 2018 et au cours des mois de juillet et septembre via les chaînes Youtube de Just Dance[réf. souhaitée].

## Décors et visuels
Le street-artiste franco-colombien Chanoir a réalisé plusieurs univers (fond et décor) pour cette édition.